# 러셴
러셴(알바니아어: Rrëshen)은 알바니아 북부의 레저주에 위치한 코뮌이자 과거 지방자치체이다. 2015년 지방 정부 개혁에 따라 러셴은 미르디터 지방자치체의 하위 구역이자 정부 소재지가 되었다. 또한, 과거 미르디터 현의 행정 중심지였다. 2023년 인구 조사에 따르면 인구는 6,773명이다.

## 도시
이 마을은 행정 중심지로서 학교와 병원이 있다. 알바니아의 공산주의 시대 이후, 호텔, 레스토랑, 문화 센터와 같은 새로운 시설들이 이 지역에 생겨났다. 코소보 국경에서 티라나와 두러스를 연결하는 주요 도로가 러셴의 양쪽을 지나가며, 이는 수도와 아드리아 해와의 좋은 교통 서비스를을 제공한다. 제2차 세계 대전 이전에 이 도시는 작은 마을로 분류되었으나, 행정적 변화와 광업의 증가로 인해 도시의 지위가 상승했다. 그러나 공산주의가 붕괴된 이후 대부분의 광산이 폐쇄되었고, 이로 인해 티라나와 더 큰 산업 중심지로의 대규모 이주가 발생했다.

## 종교
대성당인 Katedralja e Jezusi i Vetmi Shpëtimtar i Botës는 러셴의 로마 카톨릭 교구의 주교좌로, 1996년 Shën Llezhri i Oroshit의 영토 수도원을 영토 수도원에서 주교단으로 승격시켜 창설되었다. 이는 티라나-두레스 수도권 로마 가톨릭 대교구의 참정권 교구이다.

## 갤러리
- Zogu Bridge
- Fan River Canyon
- Fan Valley in Reps
- Rubik Church on top left along A1 Highway
- Rrëshen church
- Mosaic in Rrëshen